# Nothospecies
Als Nothospecies oder Hybridart bezeichnete man in der botanischen Nomenklatur eine Hybride zwischen zwei Arten. Hybridarten werden durch Binomen bezeichnet, wobei der Gattungsname durch ein Malzeichen (×) vom Artepitheton getrennt ist. Alternativ werden Hybridarten auch durch eine Formel angegeben, wobei die Binomen der Elternarten durch ein Malzeichen getrennt sind.
Hybridformen unterhalb der Nothospecies, also unterhalb der Artebene, werden Nothomorphe genannt.

## Beispiel
Die Hybride aus Sichelklee (Medicago falcata) und Luzerne (Medicago sativa) ist die Nothospecies Bastard-Luzerne (Medicago × varia oder Medicago falcata × Medicago sativa).
|  |  |  |

## Nachweise
1. ↑  J. McNeill et al.: International Code of Botanical Nomenclature (Vienna Code), 2006, Division II Rules and Recommendations, Chapter 1 Taxa and their Ranks, Article 3, Online
2. ↑  Gerhard Wagenitz: Wörterbuch der Botanik. Morphologie, Anatomie, Taxonomie, Evolution. 2., erweiterte Auflage. Nikol, Hamburg 2008, ISBN 978-3-937872-94-0, S. 220.